# José Bermudes
José Francisco Bermudes (São Paulo, 21 de dezembro de 1897 — São Paulo, 2 de setembro de 1963), mais conhecido como Maxambomba, foi um futebolista brasileiro que atuava como meia direita. 

## Carreira
Defendeu o Coritiba, América-PE e a Portuguesa.
Ele era meia-direita, e foi um grande destaque no Coritiba. Acredita-se ser o primeiro jogador paranaense a ser convocado para a seleção brasileira, mas infelizmente não se tem registro de partidas disputadas por ele na seleção.
O apelido "Maxambomba" foi consequência de um característica do jogador, que dominava a bola e sairia marchando até desferir um fortíssimo chute, uma bomba, que em geral resultava em gols. Maxambomba (do inglês Machine Pump) era uma pequena locomotiva urbana utilizada em transporte de passageiros.

### Coritiba
Começou a jogar no Coritiba na metade da década de 10, e foi um grande destaque para o time na época. Ganhou o primeiro título do clube (Campeonato Paranaense de Futebol de 1916) sendo artilheiro do campeonato com 16 gols. Em 1921, ficou conhecido pela vitória contra a Seleção Paulista, sendo o melhor jogador em campo.

### Portuguesa
Jogou na Lusa durante a segunda métada da década de 20, e fez uma incrível média de 1 gol por partida, ou seja, nas 14 partidas em que jogou marcou 14 gols.
Um fato curioso sobre o jogador é que ele estava durante a histórica partida entre Portuguesa e Corinthians em 25 de novembro de 1928, quando o atacante Neco, do Corinthians, agrediu o dirigente da Portuguesa, Benedito Bueno, que estava armado. 
Em 1929, marcou 3° gols na goleada da Lusa contra o Ypiranga por 6 a 1, no campo da Rua Cesário Ramalho. 

### Seleção Brasileira
Segundo o Grupo Helênicos, Maxambomba e Gonçalo Pena (ambos jogadores do Coritiba) foram convocados para Seleção Brasileira de Futebol mas infelizmente não se tem registros das partidas disputadas pelos jogadores. O Grupo Helênicos é um grupo de historiadores que trabalham na história do clube alviverde.

## Morte
Morreu na mais absoluta miséria internado na Santa Casa de Misericórdia de Bauru, em 02/09/1963.

## Títulos
Coritiba
- Campeonato Paranaense de Futebol: 1916